# Завод імені В. О. Малишева
Завод імені В. О. Малишева (раніше Харківський завод транспортного машинобудування імені В. О. Малишева, ХЗТМ) — радянське та українське підприємство, що спеціалізується на випуску та модернізації важкої і легкої бронетехніки. Названий на честь радянського партійного діяча В'ячеслава Малишева, який займався розвитком промисловості СРСР.
Передусім знаний як виробник танків Т-64, Т-80УД і Т-84 і бронетранспортерів БТР-4. Більшість бронетанкових виробів заводу були розроблені ХКБМ.

## Історія

### Імперський період
Підприємство засноване 1895 року поруч із харківським Балашовським вокзалом як паровозобудівний завод, і було одним із найбільших у Російській імперії та СРСР. 5 (17) грудня 1897 — завод випустив перший український паровоз (останній у Харкові випустили у 1968 році). 
Згодом стали випускати двигуни (з 1911 р.; зокрема, дизель-генератори), сільськогосподарську (1909) та вугледобувну техніку (з 1922 р.; зокрема, рудникові електровози), трактори (1924), тепловози, танки та тягачі (1927). У жовтні 1922 року, після відновлення, введені в експлуатацію шість цехів паровозобудівного заводу.[джерело?]

### Початок танкобудування
Завдяки виготовленню трактора «Комунар» на Харківському паровозному заводі (ХПЗ) розвинулась власна металургія, зварювання, зросла кваліфікація робітників та інженерів. Тому 1925 року Головне управління військової промисловості СРСР доручило Харківському паровозному заводу (ХПЗ) розробку та виробництво танків. На заводі було створено конструкторську групу для створення танків (у майбутньому ця група розвинеться в одне з провідних бронетанкових КБ в СРСР — ХКБМ).
На XV з'їзді ВКП(б) у грудні 1927 року було вирішено, що при складанні п'ятирічки необхідно розвивати військові галузі промисловості. Танкову промисловість у СРСР було започатковано постановами Політбюро ЦК ВКП(б) «Про стан оборони СРСР» (рос. «О состоянии обороны СССР») і Реввійськради СРСР «Про систему танкотрактороавтобронеозброєння РСЧА» (рос. «О системе танкотрактороавтоброневооружения РККА») в липні 1929, після чого розпочалась розбудова конструкторських бюро, паралельно з будівництвом металургійних комбінатів і машинобудівних заводів.
Першим розробленим на ХПЗ танком став Т-12. Його збирали вручну, майже за відсутності спеціального обладнання. В січні — лютому 1931 танк пройшов випробування, за результатами яких його істотно змінили, створивши Т-24. Машини збирались повільно, якість була низька, цех не був готовий до виробництва через нестачу техперсоналу та робочої сили, недостатнє планування, невчасне постачання складників з інших заводів. У цеху були відсутні каналізація, опалення, віконні рами та зварювальне відділення. 1931 року було виготовлено 25 машин, однак їх визнали ненадійними та зупинили розгортання виробництва.
На початку 1932 було зрозуміло, що побудова танкового цеху, що міг би виготовляти 1300—1700 танків на рік, затягується через нестачу фінансування, будматеріалів та обладнання.
Паралельно з удосконаленням техніки УММ РСЧА уклало угоду з американським винахідником Волтером Крісті, яка передбачала продаж двох танків M1931 і технологічної документації для виготовлення. До кінця 1931 року завод виготовив три дослідні машини БТ-2 на його основі. Конструктори підприємства також спроєктували двигун для цього танка. БТ-2 пішов у серію та розвинувся в БТ-5, БТ-7 та БТ-7М.
Крім того, завод виготовляв невелику кількість важких танків Т-35, спроєктованих КБ Ленінградського дослідного заводу імені Кірова. Для цього на заводі було КБ-35 під керівництвом Йосип Бера. 

### Друга світова війна
Під час Другої світової війни завод евакуювали на Урал, згодом, після того, як СРСР встановив контроль над Харковом — повернули (майно частково лишилося). Бронетанкобудування стало пріоритетним напрямком у діяльності підприємства. Вже в довоєнний період підприємство почало виготовляти середні танки Т-34 та танкові двигуни В-2.

### Незалежна Україна
Найзначнішою подією за часи незалежності України стало виконання пакистанського танкового контракту (1996—1999), коли було виготовлено 320 бойових машин. Це був перший вагомий вихід за кордон військово-промислового комплексу незалежної України.
Нині завод спільно зі своїми партнерами — конструкторськими бюро пропонує і реалізує на зовнішньому ринку бронетехніку: основні бойові танки Т-84У «Оплот», бронетранспортери БТР-3 та БТР-4, здійснює модернізацію танків, випущених у колишньому СРСР — Т-54, Т-55, Т-62, Т-64, Т-72, Т-80; бронетранспортерів — БТР-60, БТР-70.
Також підприємство виробляє продукцію сільськогосподарського машинобудування, двигуни, трактори, тягачі та бронетехніку. Спільно із заводом працюють два харківські спеціалізовані конструкторські бюро: КП Харківське конструкторське бюро машинобудування і КП Харківське конструкторське бюро двигунобудування.
У вересні 2011 року між ДК «Укрспецекспорт» та оперативним управлінням Королівської Тайської армії було укладено контракт щодо поставки до Таїланду 49 одиниць основного бойового танку «Оплот». Загальна вартість контракту перевищує 200 млн доларів США. Виконання зазначеного контракту розпочато у квітні 2012 року.
Станом на 2001 рік на заводі працювали 10 600 осіб.

### Після 2014 року
У липні 2017 року керівництво заводу поширило повідомлення, про те, що у 2018 році за виробничою програмою агрегатний завод буде дуже завантажений, при цьому майданчик дизельного заводу буде недостатньо задіяний. Аби не відволікати агрегатний завод від основного виробництва, було прийняте рішення перенести випуск енергоагрегатів на основний майданчик підприємства і відновити складальну ділянку на базі дизельного заводу.
У листопаді 2017 року фахівці заводу приступили до капітального ремонту пакистанських Т-80УД.
У червні 2018 року на підприємстві завершується підготовка обладнання для локалізованого виробництва корпусів для БТР-4. Крім того, підприємство готується й до виготовлення корпусів для БТР-3Е — для них вже закуплено відповідні стенди та кантувач. Його реалізація буде діяти паралельно з виробництвом важкої бронетехніки. Раніше виробництво корпусів цих бронетранспортерів виконувалось на «Лозівському ковальсько-механічному заводі».
8 серпня 2018 року розпочалося зварювання першого експериментального корпусу бронетранспортера БТР-4. Окрім виробництва корпусу БТР-4, вже готуються до зварювання експериментального корпусу БТР-3.

### Після 2019 року
У лютому 2019 року завод опанував та розпочав серійне виробництво нових гусениць для БМП зі спеціальних сталей українського виробництва.
29 травня 2019 року, через спробу змінити керівництво підприємства, відбувся багатотисячний мітинг на підтримку директора заводу Олександра Хланя
Оприлюднена фінансова звітність ДП «Завод імені В. О. Малишева» (ЗІМ) за 2019 рік показує падіння чистого доходу від реалізації продукції (послуг) на 85 % — 385 млн грн проти 2,5 мільярдів у 2018 році. Падіння чистого прибутку за результатами 2019 року склало 185 % — 421 млн грн збитків проти 449 мільйонів прибутку попереднього року.
При цьому прибуток від реалізації готової продукції склав 335 млн грн, від робіт та надання послуг (ремонт) — 40,4 млн грн.
Відстутність зростання обсягів виробництва у 2019 році, на підприємстві пояснюють завершенням виконання контракту з виготовлення танків БМ «Оплот» в інтересах Таїланда. За 2019 рік завод виконав роботи з відновлення чотирьох танків БМ «Булат».
Відповідно із річним звітом за 2019 рік, на 2020 рік пакет замовлень мав скласти близько 2 млрд грн. Завод імені В.  Малишева розраховував на виготовлення запчастин для танків, двигунів та МТВ з двигуном 6ТД-2 для Пакистану, виготовлення корпусів для БТР-3, БТР-4, гусениць для БМП, ремонт бронетехніки для Збройних Сил України та Національної гвардії.
Загальна кількість працівників на 31 грудня 2019 року складала 3521 особу.
Станом на початок 2022 року загальна сума підписаних контрактів перевищила 3,4 млрд грн, тривало виконання замовлення на ремонт парку танків Т-80УД. Цей контракт на суму $85,6 млн був підписаний у лютому 2021 року з Ісламською республікою Пакистан.

## Структура
- Харківський агрегатний завод[12]

## Назви
- Харківський паровозобудівний завод, скорочено ХПЗ
- Харківський паровозобудівний завод імені Комінтерну (? — 1936)
- Завод №183 (1936—1941) (1941 року завод було евакуйовано в Нижній Тагіл та утворено Уральський танковий завод №183, за яким і залишився цей номер)
- Завод №75 (1945—1957)
- Харківський завод транспортного машинобудування імені В. О. Малишева (1957 — ?)

## Директори, генеральні директори
- 1895—1908 — Риццоні Павло Павлович
- 1917—1919 — Кац Яків Абрамович
- 1919—1919 — Заривайко Прокіп Авдійович
- 1920—1920 — Скляров Г. А.
- 1920—1920 — Заривайко Прокіп Авдійович
- 1920—1923 — Файєр Сергій Васильович
- 1923—1925 — Руденко А. І.
- 1925—1928 — Струков М. Д.
- 1928—1930 — Наконечний Г. Я.
- 1930—1933 — Владимиров Леонід Семенович
- 1933—1938 — Бондаренко Іван Петрович
- 1938—1941 — Максарьов Юрій Євгенович
- 1947—1949 — Махонін Сергій Нестерович
- 1949—1954 — Пєтухов Костянтин Дмитрович
- 1954—1958 — Соболь Микола Олександрович
- 1958—1965 — Личагін Микола Семенович
- 1965—1975 — Соїч Олег Владиславович
- 1975—1984 — Личагін Микола Семенович
- 1984—1991 — Пивоваров В'ячеслав В'ячеславович
- 1991—1994 — Левченко Геннадій Петрович
- 1994—1997 — Миргородський Юрій Якович
- 1997—2001 — Малюк Григорій Вікторович[13]
- 2001—2006 — Гриценко Геннадій Дмитрович
- 2006—2006 — Підгорний Олексій Тимофійович
- 2007—2007 — Немілостівий Віталій Олександрович
- 2008—2010 — Підгорний Олексій Тимофійович[14][15]
- 2010—2011 — Опанасенко Олександр Іванович[16]
- 2011—2011 — Мазін Володимир Михайлович[17]
- 2011—2011 — Предко Валерій Олексійович[18]
- 2011—2012 — Бєлов Микола Львович[19]
- 2012—2014 — Федосов Вадим Євгенійович
- 2014—2015 — Бєлов Микола Львович[20][21][22]
- 2015—2015 — Шейко Олександр Іванович[23]
- 2015—2016 — Козонак Віктор Миколайович[24][25]
- 2016—2019 — Хлань Олександр Володимирович
- 2019 — Чурсін Олександр Олексійович[26][27]
- 2019—2021 — Крилас Василь Дмитрович[28][29]
- 2021-2023  — Винник Олег Миколайович[30]
- квітень 2023 - червень 2023 — Сметанін Герман Володимирович[31],[32].

## Розташування
- вул. Георгія Тарасенка, 126, Харків, 61001,  Україна

Транспорт:
- Залізнична станція Харків-Слобідський
- «Заводська»
- зупинний пункт Качанівка